# Littlebury
Littlebury is een civil parish in het bestuurlijke gebied Uttlesford, in het Engelse graafschap Essex met 869 inwoners.